# Villa romana di Realmonte
La villa romana di Realmonte è una villa rustica risalente al I secolo d.C. sita nel lido di Punta Grande, nel territorio di Realmonte, comune italiano della provincia di Agrigento in Sicilia.

## Descrizione
La villa è stata scoperta nel 1907 durante i lavori di scavo per la realizzazione della ferrovia Castelvetrano-Porto Empedocle, portandoo alla luce l’impianto originario dell’antica abitazione romana formata da due ambienti in opus sectile, decorati con lastre di marmo, e tre ambienti in opus tessellatum, decorati con pavimenti a mosaico. 
Sita sulla spiaggia di Punta Grande, a pochi chilometri dal centro abitato di Realmonte e dalla Scala dei Turchi, la struttura si compone attorno all'impluvium, una grande vasca per la raccolta dell’acqua piovana, posto nel cortile centrale adornato dal colonnato del peristilio, che delimitava un giardino nel quale era posto l’impluvium. 
Intorno si articolano i vari ambienti, alcuni con pavimento impermeabilizzato con marmi intarsiati, altri con mosaici policromi raffiguranti scene e divinità marine. 
Contigua alla prima parte della villa vi è la seconda grande ala, dove vi sono i resti della zona termale, probabilmente edificata in epoca più tarda, intorno al II secolo avanti Cristo. Il complesso termale all'interno della villa, tipicamente presente nelle ville patrizie romane, testimonia il benestante status economico dei suoi proprietari.
All’esterno sono riconoscibili il muro della recinzione e il terrazzamento che consentiva l’approdo verso il mare, poco distante dalla villa stessa.